# Jakub Plánička
Jakub Plánička (* 25. prosince 1984, v Ostravě) je český fotbalový brankář, od roku 2013 bez angažmá.

## Klubová kariéra
Svoji fotbalovou kariéru začal v FC Baník Ostrava. Mezi jeho další kluby patří: FC NH Ostrava, 1. FC Synot, SFC Opava, 1. HFK Olomouc, Fotbal Jakubčovice, TJ EPO Frenštát pod Radhoštěm, FK Dukla Praha, FK Púchov, 1. FC Tatran Prešov a FK Rača.